# Oxyanthus setosus
Oxyanthus setosus là một loài thực vật có hoa trong họ Thiến thảo. Loài này được Keay mô tả khoa học đầu tiên năm 1958.